# Алиев, Шамсула Файзулла оглы
Шамсулла Файзуллаевич Али́ев (азерб. Şəmsullah Feyzullah  oğlu Əliyev 4 [17] апреля 1915, Дербент, Дагестанская область — 19 ноября 1943, Керчь, Крымская АССР) — заместитель командира батальона 1135-го стрелкового полка 339-й стрелковой дивизии 56-й армии Северо-Кавказского фронта, капитан, Герой Советского Союза.

## Биография
Родился 4 (17) апреля 1915 года в городе Дербент в семье служащего, учителя. Азербайджанец. Окончил Дербентское педагогическое училище. Позже как и отец работал учителем.
В 1942 году был призван в Красную Армию. В этом же году окончил ускоренный курс Бакинского военного пехотного училища. С сентября 1942 года участвует в Великой Отечественной войне в боях на Северном Кавказе. Сражался под Моздоком. Участвовал в освобождении Новороссийска. За мужество и отвагу был награждён двумя боевыми орденами. В ходе Керченско-Эльтигенской десантной операции капитан Алиев особо отличился в боях на Керченском полуострове осенью 1943 года.
11 ноября 1943 года в бою в районе города Керчь батальон капитана Алиева отразил 3 контратаки противника, уничтожив до двух рот гитлеровцев. В бою за расширение плацдарма Шамсулла несколько раз поднимал в атаку батальон. Прорвав две линии обороны противника, десантники ворвались на территорию заводов имени Кирова и имени Войкова. В этой схватке было уничтожено 250 вражеских солдат и офицеров, были захвачены склад боеприпасов и боевая техника врага.
19 ноября капитан Алиев погиб смертью храбрых в бою на подступах к Керчи.

## Память
- Похоронен в городе Керчь. Официально считается, что в 1952 году останки советских воинов из одиночных и братских могил, расположенных на территории поселка Войково (ныне микрорайон Керчи) и завода им. Войкова, были перезахоронены в одну братскую могилу, в городе Керчи по улице Войкова, у входа в парк культуры и отдыха им. Войкова[3]. В Украине — памятник истории местного значения. Приказ Министерства культуры Украины от 22.11.2012 № 1364, охранный № 339-АР[3]. В Российской Федерации с 20 декабря 2016 года — объект культурного наследия регионального значения. Братская могила советских воинов и Героев Советского Союза Ш. Ф. Алиева, А. К. Голощапова, Д. Т. Доева  Объект культурного наследия народов РФ регионального значения. Рег. № 911710946920005 (ЕГРОКН)
- Именем Героя названа улица города Керчь. Улица «Капитана Алиева», расположена в окрестностях завода им. Войкова.
- На мемориальной доске на горе Митридат в Керчи высечено имя Героя.
- Имя Героя носили швейная фабрика, школа № 4 в городе Дербенте и виноградарский совхоз в п. Мамедкала.
- в ГДР в 1972 году клуб трудящихся в административном районе Лихтенберг в Берлине (являвшийся участником общества "ГДР - СССР") получил название "имени Героя Советского Союза Ш. Алиева"[4]
- Алиеву сооружены памятники в Дербенте и на центральной усадьбе совхоза.
- В настоящий момент имя героя носит одна из центральных улиц Махачкалы.

## Награды
- Указом Президиума Верховного Совета СССР от 16 мая 1944 года за образцовое выполнение заданий командования и проявленные мужество и героизм в боях с немецко-фашистскими захватчиками капитану Алиеву Шамсуле Фейзуллаевичу присвоено звание Героя Советского Союза (посмертно).
- Орден Ленина.
- Орден Отечественной войны I степени.
- Орден Красной Звезды.